# Mauricio Isla
Mauricio Aníbal Isla Isla (ur. 12 czerwca 1988 w Buin) – chilijski piłkarz, występujący na pozycji prawego obrońcy w argentyńskim klubie Independiente oraz w reprezentacji Chile.

## Kariera klubowa
Mauricio Isla jest wychowankiem klubu CD Universidad Católica. Po prawie dziesięciu latach spędzonych w tym zespole Chilijczyk przeprowadził się do Włoch, gdzie podpisał pięcioletni kontrakt z Udinese Calcio. W ekipie Friulanich zadebiutował 17 lutego 2008 w wygranym 3:1 wyjazdowym spotkaniu przeciwko Regginie Calcio, kiedy to w 87. minucie zmienił Gaetano D’Agostino. Przez cały sezon Isla rozegrał łącznie dziesięć meczów w Serie A. Udinese zakończyło ligowe rozgrywki na siódmej pozycji i zakwalifikowało się do Pucharu UEFA.
Sezon 2008/2009 chilijski pomocnik rozpoczął już jako podstawowy zawodnik swojej drużyny. Trener Pasquale Marino od początku rozgrywek korzystał z ustawienia 4–3–3 i ustawiał najczęściej Islę do gry na prawym skrzydle. Po drugiej stronie boiska grywał zazwyczaj Antonio Di Natale, natomiast pozycję środkowego napastnika pełnił Fabio Quagliarella. Oprócz Di Natale i Isli, Marino do gry na skrzydłach bardzo często wykorzystywał również Simone Pepe. W drugiej części rozgrywek Isla był ustawiany do gry na prawej obronie. Po tym, jak nowym trenerem Udinese został Gianni De Biasi i zmienił on ustawienie na 4–4–2, Isla zaczął grywać na pozycji bocznego pomocnika.
2 sierpnia 2014 został wypożyczony do Queens Park Rangers.

## Kariera reprezentacyjna
Razem z reprezentacją Chile do lat 20 Isla wywalczył brązowy medal Mistrzostw Świata U-20 2007. Na turnieju strzelił dwa gole, oba w dogrywce zwycięskiego 4:0 meczu ćwierćfinałowego z Nigerią. W seniorskiej reprezentacji Chile Isla zadebiutował 7 września 2007 w pojedynku ze Szwajcarią. Następnie razem z drużyną narodową awansował na Mistrzostwa Świata 2010 w RPA.

## Sukcesy

### Juventus
- Mistrzostwo Włoch: 2012/13, 2013/2014
- Superpuchar Włoch: 2012, 2013

### Chile
- Copa América: 2015, 2016
- 2. miejsce w Pucharze Konfederacji: 2017
- 3. miejsce na Mistrzostwach świata do lat 20: 2007